# Dambai
Dambai er en by og hovedstad i Oti-regionen i Ghana .  

## Geografi
Dambai er hovedstaden i regionen Oti. Den ligger på den østlige side af Otifloden  en biflod til Voltasøen. Den blev hovedstad i nen nye  region, som blev oprettet i en del af den tidligere Volta-region. Den blev oprettet som hovedstad af præsident Nana Akuffo Addo den 15. februar 2019.

## Flora og fauna
I udkanten af Dambai findes vilde dyr som løver og elefanter, antiloper, adskillige arter af slanger og bøfler. I søen findes mange arter af fisk, adskillige typer østers og muslinger samt adskillige typer krokodiller, herunder Nilkrokodillen.

## Økonomi
Indbyggernes erhverv er hovedsageligt  landbrug og fiskeri ved Otifloden, mens få indbyggere er ansat af distriktsforsamlingens kontorer og undervisning.
Byen har en lærerskole, Dambai College of Education og flere ungdomsskoler. I 2013 blev yderligere en lærerskole samt en sygeplejeskole, Aim Professional Training College og Mon Reve Institute, oprettet.
Byen har også en række gymnasier. De omfatter Oti Senior High, Yabram Community Day Senior High og mange andre.